# Monumento a la Primera Guerra Mundial (Atlantic City)
El Monumento a la Primera Guerra Mundial es un memorial en recuerdo a las batallas ocurridas durante la Primera Guerra Mundial, se encuentra en Atlantic City, Nueva Jersey, Estados Unidos. 

## Historia

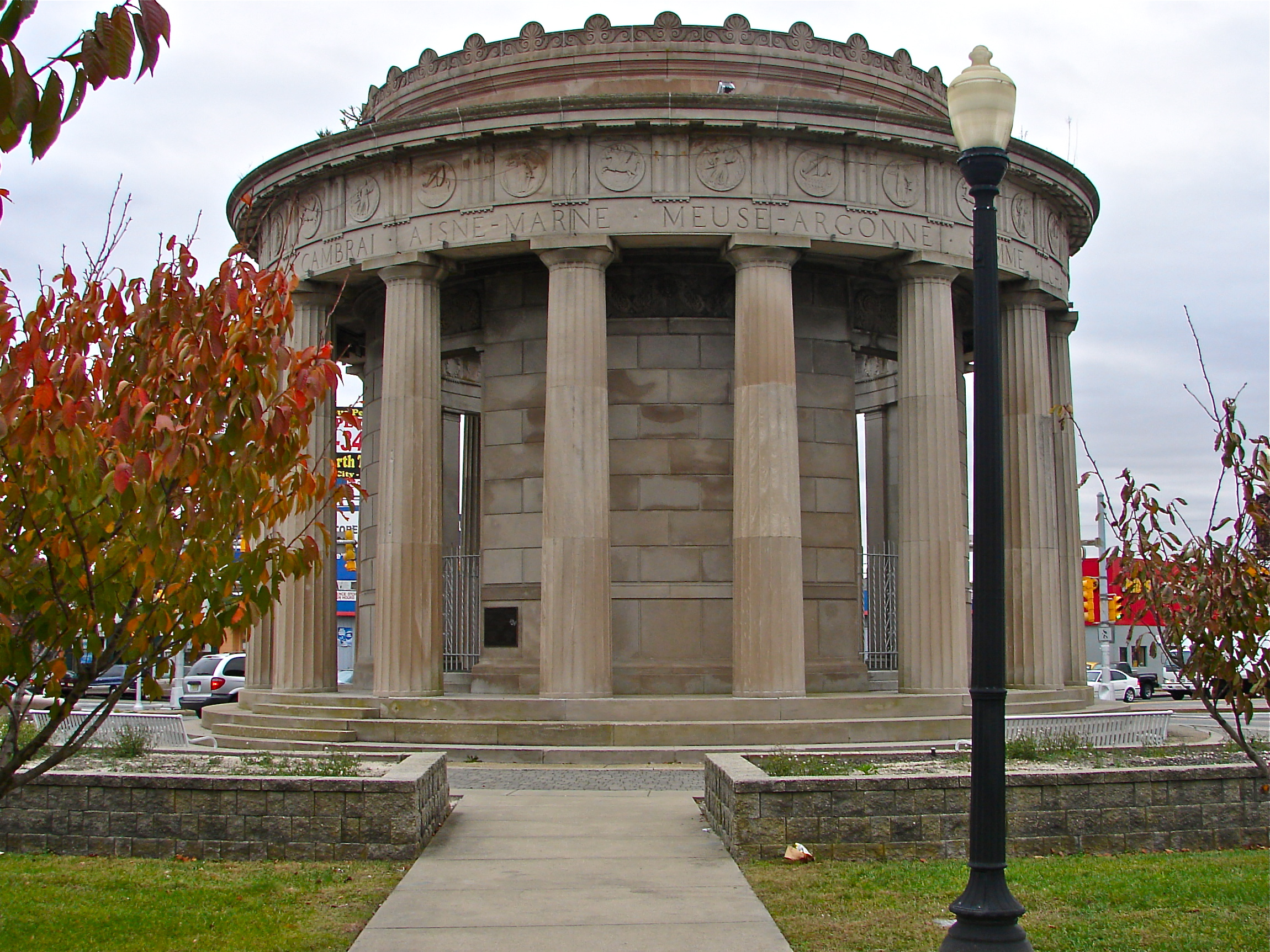
Vista desde el sureste.

El monumento fue construido en 1922 y agregado al Registro Nacional de Lugares Históricos el 28 de agosto de 1981.
La rotonda alberga un 9 pies (2,7 m) estatua de bronce titulada Liberty in Distress hecha por Frederick William MacMonnies.
Dentro de la rotonda hay cuatro medallones (Ejército, Armada, Infantería de Marina y Aviación) que se alternan alrededor de la circunferencia del friso. Los nombres de las batallas en las que lucharon los soldados de Atlantic City están inscritos en el arquitrabe.